# Aspidosperma spruceanum
Aspidosperma spruceanum es una especie de planta herbácea perteneciente a la familia de las apocináceas. Originaria de México a las Guayanas y alta Amazonia. Fue erróneamente tratada como A. megalocarpon en la Flora of Panama y Flora of Guatemala. 

## Distribución y hábitat
Se distribuye por México, Costa Rica,  Caribe de Panamá, Guatemala, Guayana Francesa, Surinam, Bolivia y Perú. Conocida en Nicaragua por una sola colección (Little 25250) se encuentra en los bosques perennifolios de la zona atlántica a baja altura.

## Descripción
Es una especie con látex generalmente rosado. Hojas oblongas a oblongo-elípticas, de 5–25 cm de largo y 2–9 cm de ancho, el ápice agudo a obtuso, base cuneada. Inflorescencia corimboso-paniculada, con flores blancas; sépalos de 2 mm de largo; corola tubular-hipocrateriforme, glabra, tubo 3–4 mm de largo, lobos lineares, erectos, 1.5–2 mm de largo. Frutos suborbiculares, de 8–15 cm de largo y 6–11 cm de ancho, estípite de 1.3 cm de largo, café tomentosos, la superficie con crestas indefinidas, ligeramente prominentes y paralelas.

## Sinónimos
- Macaglia spruceana (Benth. ex Müll.Arg.) Kuntze (1891).
- Aspidosperma melanocalyx Müll.Arg. in C.F.P.von Martius & auct. suc. (eds.) (1860).
- Aspidosperma verruculosum Müll.Arg. in C.F.P.von Martius & auct. suc. (eds.) (1860).
- Aspidosperma leucomelanum Müll.Arg. (1869).
- Macaglia melanocalyx (Müll.Arg.) Kuntze (1891).
- Macaglia verruculosa (Müll.Arg.) Kuntze (1891).
- Aspidosperma steinbachii Markgr. (1927).
- Aspidosperma cruentum Woodson (1935).
- Aspidosperma igapoanum Markgr. (1935).
- Aspidosperma woodsonianum Markgr. (1935).
- Aspidosperma matudae Lundell (1939).
- Aspidosperma paniculatum Azambuja (1947).
- Aspidosperma chiapense Matuda (1950).
- Aspidosperma chiapense f. tenax Matuda (1950).
- Aspidosperma verruculosum var. laeve Monach. (1961).[1]